# Agripa (astrónomo)
Para otras personas llamadas Agripa, ver Agripa.

Agrippa (Siglo I) fue un astrónomo griego. Su nombre ha llegado hasta nuestros días debido a una observación astronómica que realizó en 92, que es citada por Claudio Ptolomeo.
Ptolomeo escribe  que (Almagesto, VII, 3) en el duodécimo año de reinado de Tito Flavio Domiciano, en el séptimo día del mes bitinio de Metrous, Agripa observó la ocultación de una parte de las Pléyades por la parte más septentrional de la Luna.
El propósito de la observación de Agripa fue probablemente verificar la precesión de los equinoccios, que fue descubierta por Hiparco de Nicea.

## Eponimia
- En el año 1935, se decidió en su honor llamarle  «Agrippa» a un cráter de impacto lunar ubicado en el borde sureste del Mare Vaporum.[1]